# Юнгє Жан Геннадійович
Жан Геннадійович Юнгє — старший лейтенант, командир навчальної роти батальйону вишколу особового складу ОЗСП «Азов» Національної гвардії України, відзначився у ході російського вторгнення в Україну.

## Біографія
З 2006 року проходив строкову службу у Збройних силах України. Після завершення строкової служби відслужив у ЗСУ ще 5 років за контрактом. Військова професія — сапер.
Навчався в Дніпропетровському гуманітарному університеті на практичного психолога, був старостою групи.
З 2010 по 2014 рік грав у страйкбол.
З 2015 року у складі ОЗСП «Азов» брав участь у російсько-українській війні.
Вів мілітарний YouTube-канал «Прямой выстрел», мав позивний «Сєвєр».
Загинув 6 березня 2022 року під час оборони Маріуполя від російських окупантів.

## Нагороди
- орден «За мужність» III ступеня (2022, посмертно) — за особисту мужність і самовіддані дії, виявлені у захисті державного суверенітету та територіальної цілісності України, вірність військовій присязі.